# La Grande-Verrière
La Grande-Verrière är en kommun i departementet Saône-et-Loire i regionen Bourgogne-Franche-Comté i östra Frankrike. Kommunen ligger i kantonen Saint-Léger-sous-Beuvray som tillhör arrondissementet Autun. År 2022 hade La Grande-Verrière 550 invånare.

## Befolkningsutveckling
Antalet invånare i kommunen La Grande-Verrière
| Referens: INSEE |